# 潜行者
『潜行者』（せんこうしゃ、Dark Passage）は、1947年に公開されたアメリカ合衆国のスリラー映画。監督はデルマー・デイヴィス。出演はハンフリー・ボガートやローレン・バコールなど。デイビッド・グーディスの小説を原作にしている。
実際の夫婦であったボガートとバコールが共演した4本の映画の内の1つである。

## キャスト
※括弧内は日本語吹替（初回放送1968年6月30日『日曜洋画劇場』）
- バリー：ハンフリー・ボガート（久米明）
- アイリーン：ローレン・バコール（大塚道子）
- ボブ：ブルース・ベネット（石原良）
- マッジ：アグネス・ムーアヘッド（阿部寿美子）
- キャビー：トム・ダンドレア

## スタッフ
- 監督・脚本：デルマー・デイヴィス
- 製作：ジェリー・ウォルド
- 原作：デヴィッド・グッディス
- 撮影：シド・ヒコックス
- 音楽：フランツ・ワックスマン